# Chery Arrizo 5 Plus
La Chery Arrizo 5 Plus ou auparavant la Chery Arrizo GX est un modèle de berline compacte produite par Chery. L'Arrizo GX était basé sur la Chery Arrizo 5 et avait fait ses débuts lors du salon de l'automobile de Pékin de 2018. La GX a ensuite été renommé en Arrizo 5 Plus pour le lifting de 2021 juste après que l'Arrizo EX a changé le nom pour revenir au nom précédent, Arrizo 5.

## Arrizo GX

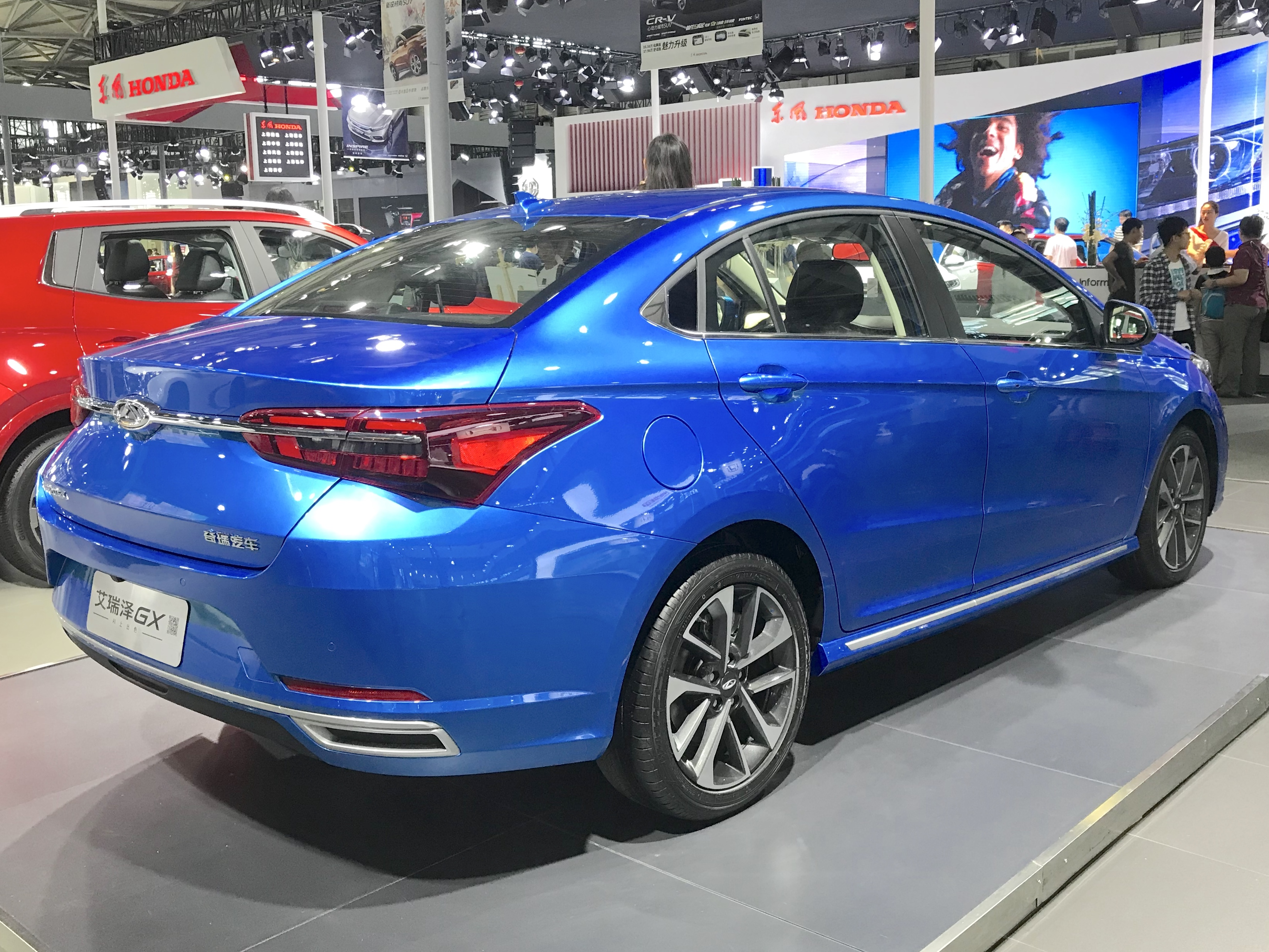
Chery Arrizo GX arrière

La Chery Arrizo GX (nom de code M1D) était autrefois connu sous le nom de Chery Arrizo 6 pendant la phase de développement et devait être positionné entre l'Arrizo 5 et l'Arrizo 7. L'introduction de la voiture a eu lieu au salon de l'automobile de Pékin en avril 2018 tandis que les ventes en Chine ont commencé en octobre. À partir de 2019, elle est également exportée au Moyen-Orient et en Amérique latine où il est vendu sous le nom de Chery Arrizo 6.
Elle a été développée sur la base de la plate-forme de l'Arrizo 5 et partage le même châssis de base et la même structure que la carrosserie mais dispose de moteurs supplémentaires et d'un nouveau design extérieur et intérieur.
En juin 2019, Chery présente l'Arrizo GX Pro propulsé par le nouveau moteur 1.6 Acteco Turbo TGDI.

### Intérieur
L'intérieur est complètement nouveau à la fois du tableau de bord et dans le réglage, les commandes principales font partie du nouveau système d'infodivertissement de 7 pouces avec écran tactile avec navigateur intégré, caméra vidéo à 360 degrés, radio et connectivité internet 4G, Bluetooth, Wi-Fi, Apple CarPlay et Android Auto. Les commandes de climatisation sont intégrées dans un deuxième écran tactile LCD de 8 pouces. L'instrumentation est mixée avec deux cadrans circulaires pour compteur de vitesse et tachymètre et au milieu un écran LCD de 9 pouces pouvant reproduire le navigateur ou d'autres fonctions du système multimédia comme la caméra de recul.

### Châssis
La voiture est basée sur un châssis modulaire (plate-forme M1X). Les freins avant constituent un disque ventilé et les freins arrière un disco. Tous les modèles sont disponibles avec six airbags, ABS et EBD, contrôle de stabilité et de traction de série.

### Groupe motopropulseur
La gamme de moteurs à ses débuts était composée de quatre 4 cylindres essence 1.5 ACTECO délivrant 144 cv dans la version atmosphérique et 156 chevaux dans la version turbo combinés à une boîte de vitesses manuelle à 5 rapports ou CVT automatique à 9 rapport en mode séquentiel. En 2019 s'ajoute un troisième moteur, le 1.6 Acteco TGDI de troisième génération avec 196 chevaux et combiné à une nouvelle transmission automatique à double embrayage à sept rapports de Getrag.

## Arrizo 5 Plus
L'Arrizo 5 Plus est le modèle lifté de laGX. L'Arrizo 5 Plus a été introduit en 2021 dans deux variantes différentes, à savoir Xiao Ai et Ozawa. Les deux variantes différentes présentent des conceptions de l'avant différentes tandis que les deux variantes ont exactement la même conception sur la vue latérale, arrière et intérieure. Cette voiture sur le marché iranien et brésilien s'appelle Fownix Arrizo 6 Pro.

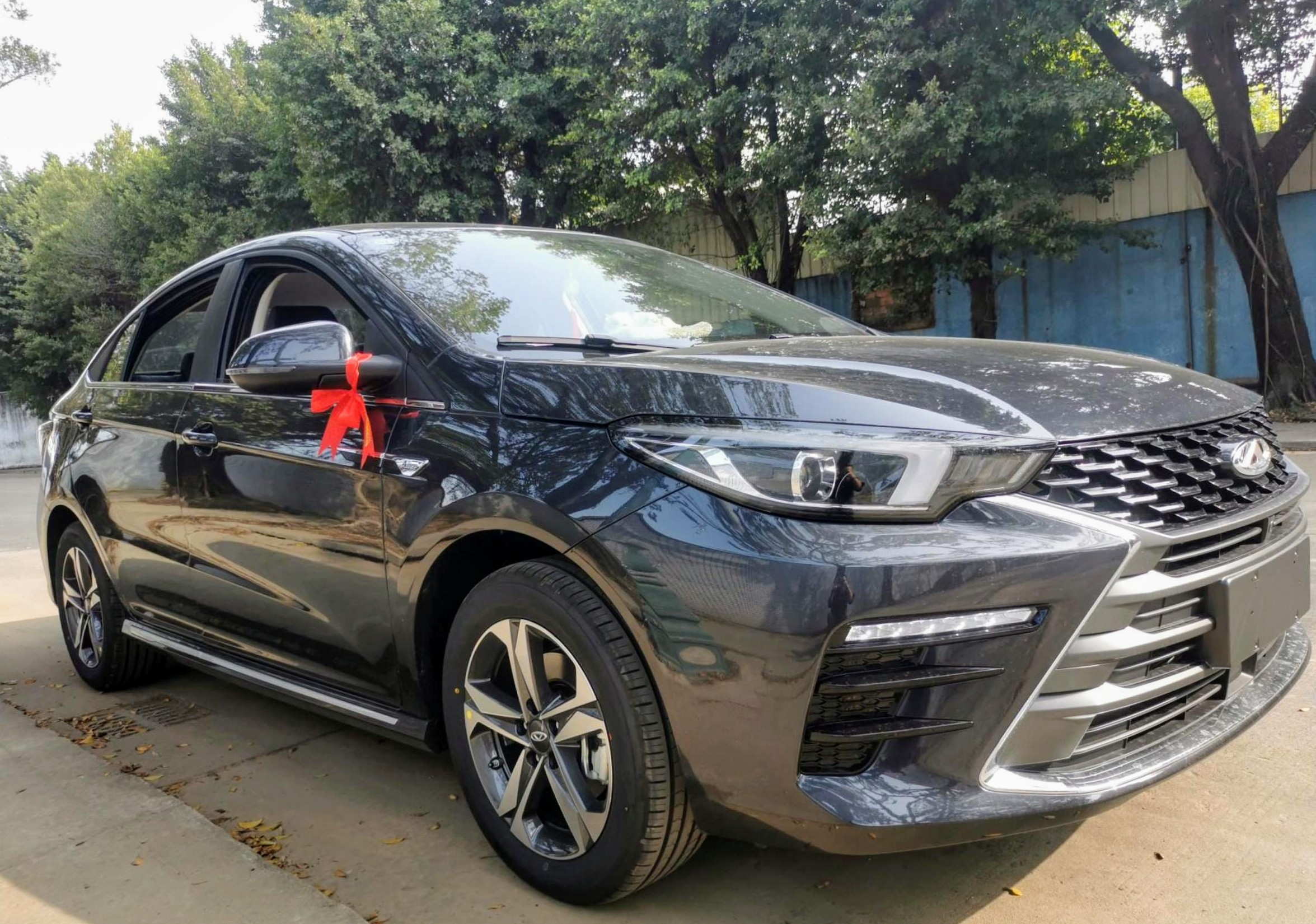
Chery Arrizo 5 Plus Xiao Ai avant
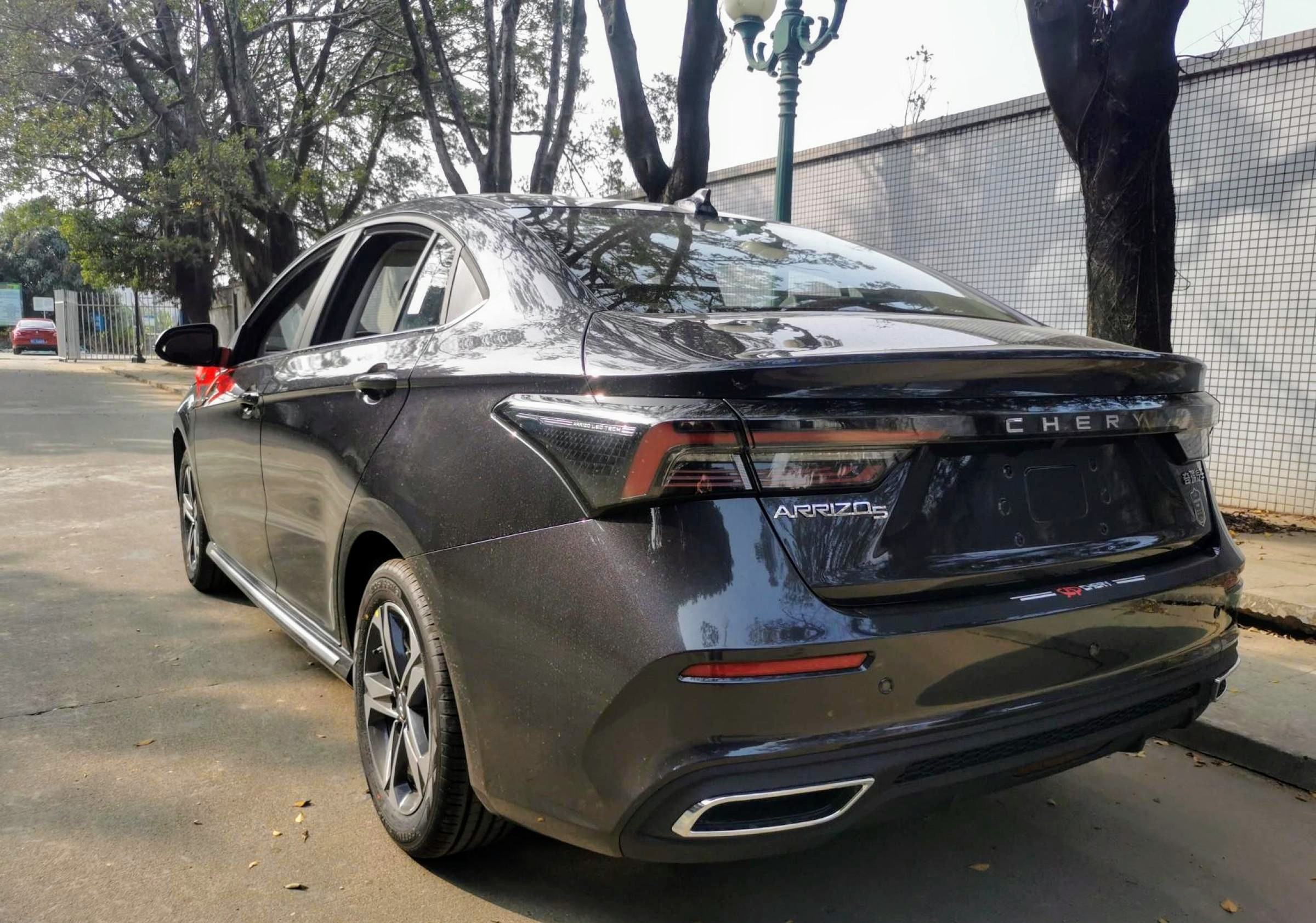
Chery Arrizo 5 Plus Xiao Ai arrière
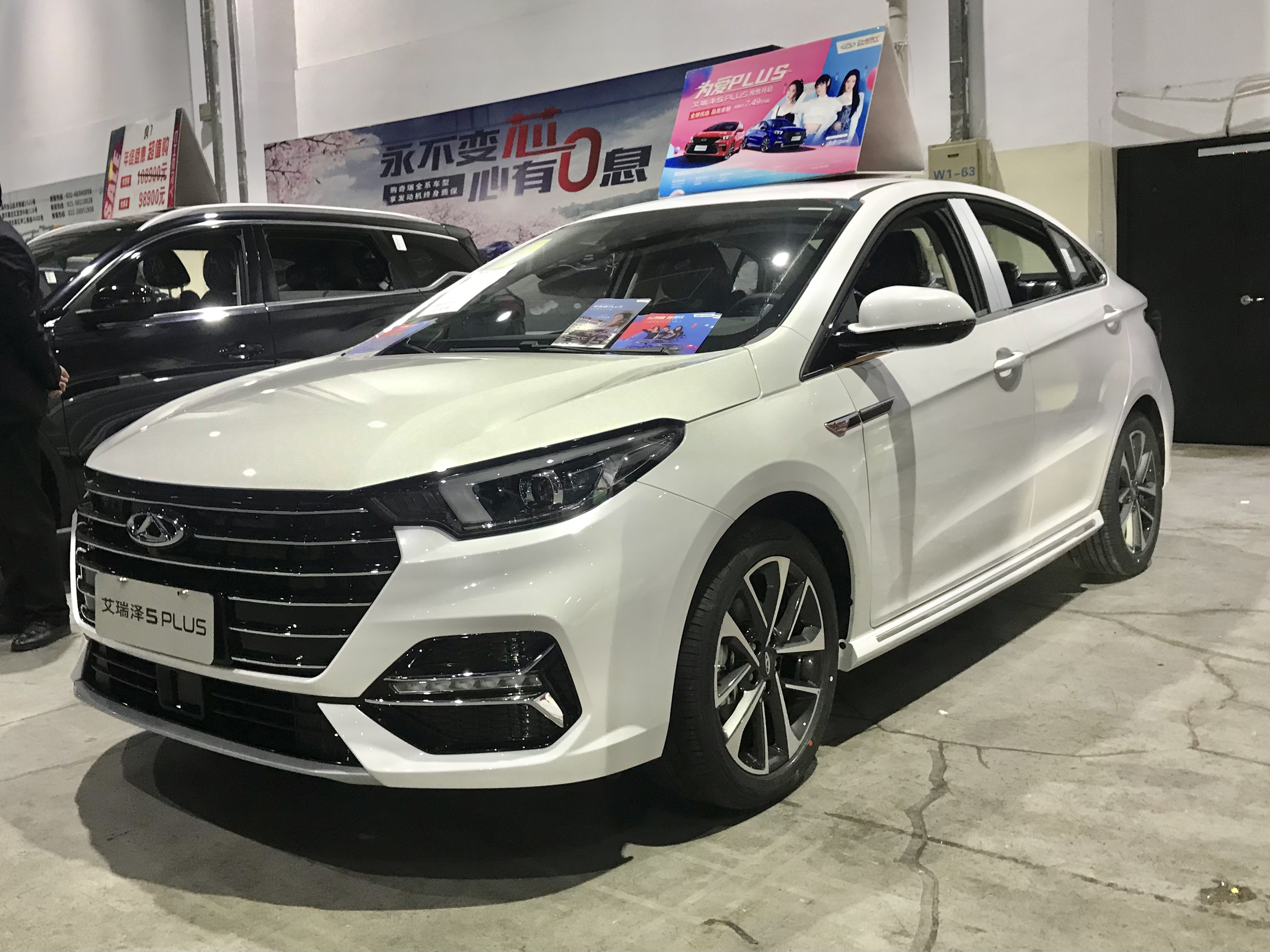
Chery Arrizo 5 Plus Ozawa avant
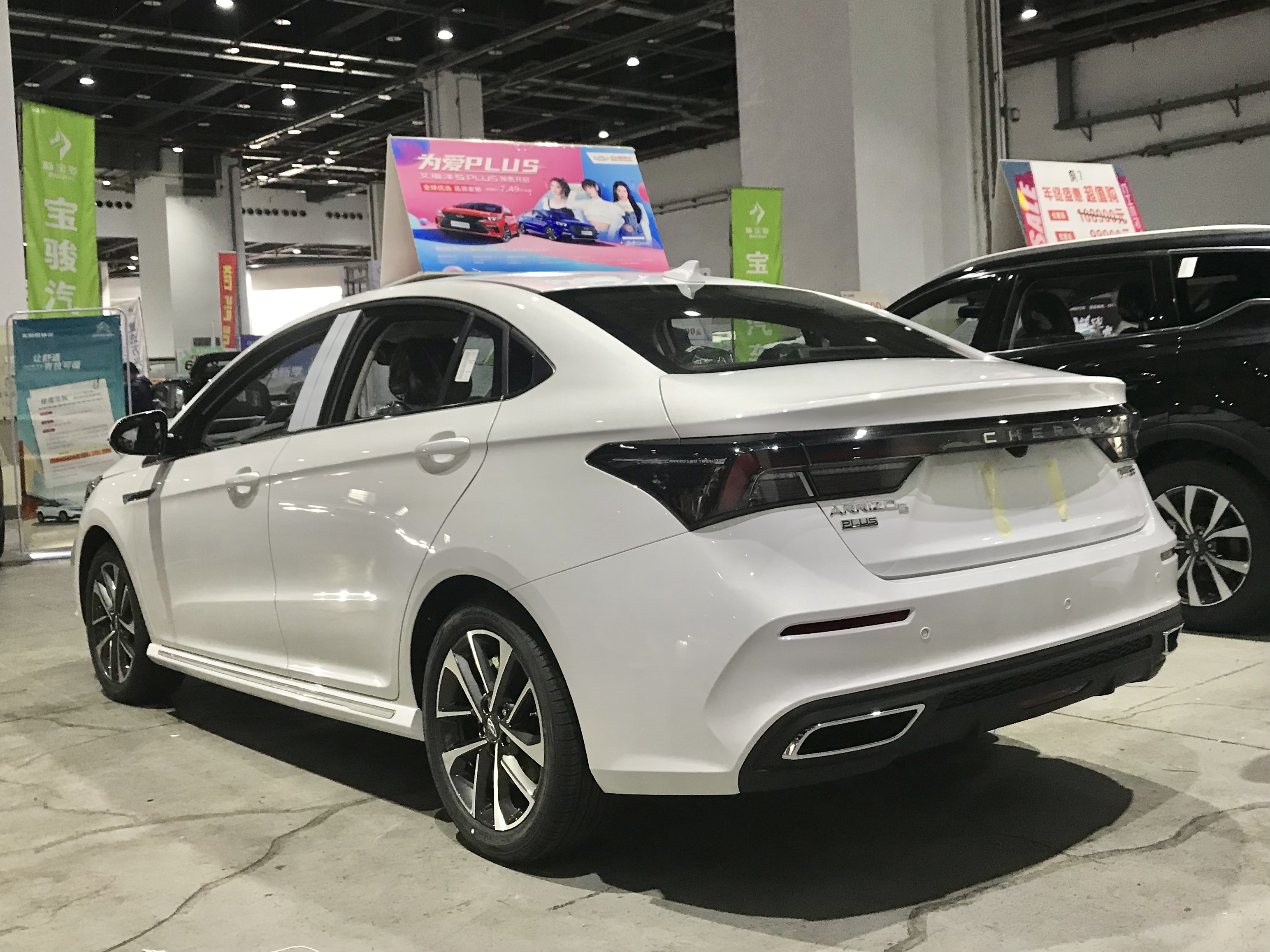
Chery Arrizo 5 Plus Ozawa arrière

### Groupe motopropulseur
L'Arrizo 5 Plus est pourvu d'un moteur à essence de 1,5L et d'un moteur turbo à essence de 1,5L développant 156 ch.

## lien externe
Sites officiels : (zh) www.chery.cn/vehicles/arrizogxchampion et (zh) www.chery.cn/vehicles/arrizo5plusnew